# Mesodiplogaster lheritieri
Mesodiplogaster lheritieri är en rundmaskart. Mesodiplogaster lheritieri ingår i släktet Mesodiplogaster och familjen Diplogasteridae. Inga underarter finns listade i Catalogue of Life.